# ホフレ・ゲロン
ホフレ・ダビド・ゲロン・メンデス（Joffre David Guerrón Méndez, 1985年4月28日 - ）は、エクアドル・インバブーラ県出身の元サッカー選手。元エクアドル代表である。現役時代のポジションはFW。

## 経歴
10歳までは陸上の短距離選手だった。16歳でプロデビューすると2004年にはアルゼンチンの名門ボカ・ジュニアーズのユースチームに移籍。2006年に母国のLDUキトに移籍すると、主力のひとりとして、2007年のエクアドルリーグ、2008年のコパ・リベルタドーレス優勝に導いた。
2008年夏、移籍金400万ユーロでスペインのヘタフェCFに移籍した。同年9月、練習中にルーカス・リヒトと殴り合いの喧嘩を起こした。その1週間後には、ファビオ・セレスティーニに掴みかかる出来事があった。このことに対して彼は「僕の仲間は嫉妬しているんだ。セレスティーニは僕に対して辛く当たるし、侮辱された。だから仕返しをしただけだ」と発言した。また、「ペルニアは僕に1度も触ろうとしなかった。それは彼が人種差別者だからだ」と人種差別に苦しんでいるといった主旨の発言をした。
2009年7月、100万ユーロのレンタル料でクルゼイロECにレンタル移籍した。300万ユーロを支払えばシーズン終了後に完全移籍できるオプションが付けられたが、2010年夏にアトレチコ・パラナエンセに完全移籍した。2012年夏に北京国安に完全移籍した。
2015年12月16日、リーガMXのUANLティグレスからクルス・アスルに移籍することが決定した。
2017年6月7日、クラブ・ウニベルシダ・ナシオナルへ移籍した。

## タイトル
LDUキト
- セリエA : 2007
- コパ・リベルタドーレス : 2008

UANLティグレス
- リーガMX : アペルトゥーラ2015